# 国鉄3900形蒸気機関車

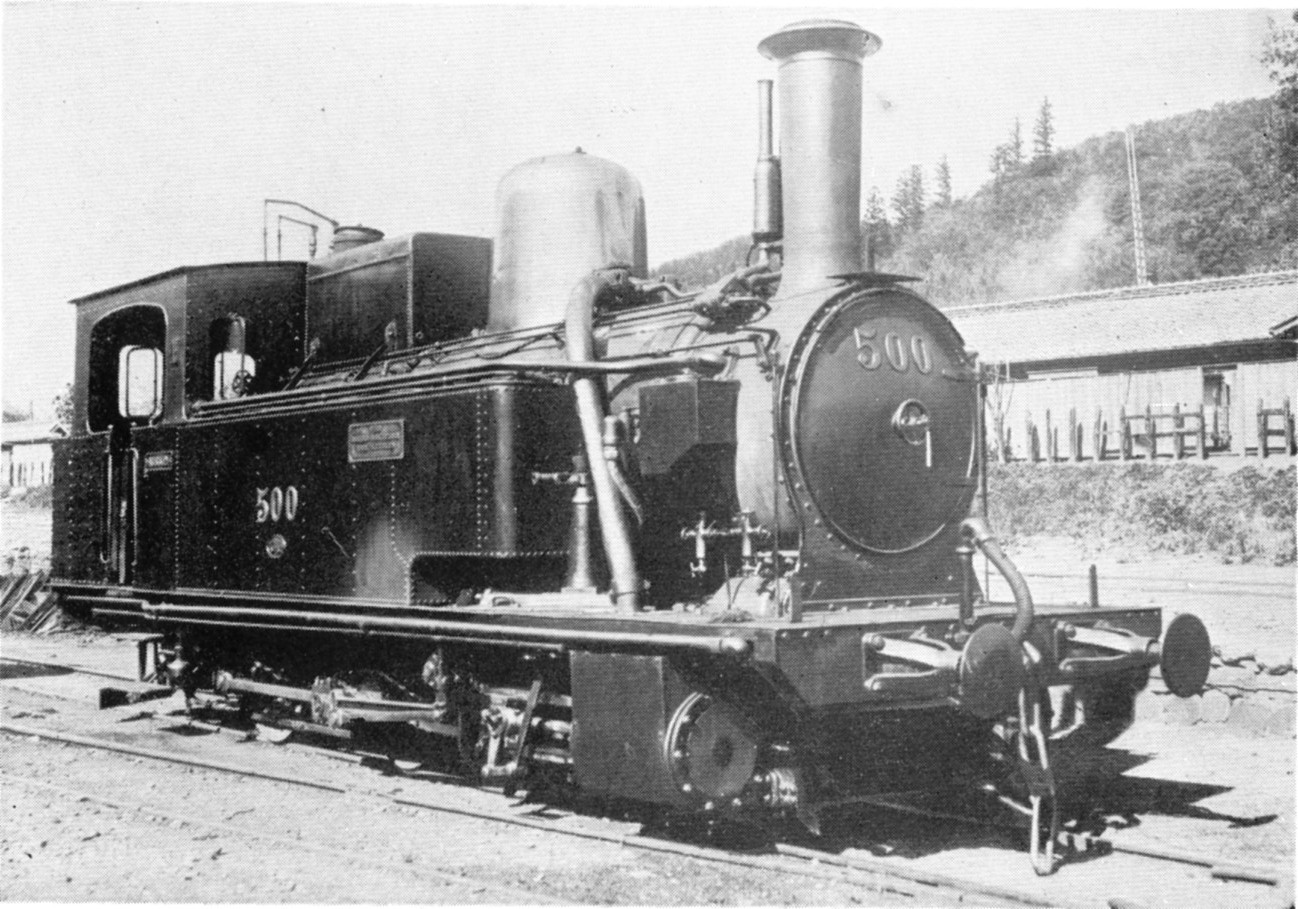
鉄道作業局 500（後の鉄道院 3900）

3900形は、かつて日本国有鉄道（国鉄）の前身である鉄道作業局、鉄道院、鉄道省に在籍したラックレール式（アプト式）蒸気機関車である。1892年（明治25年）および1908年（明治41年）にドイツのエスリンゲン社 (Maschinenfabrik Esslingen) で計7両が製造された。なお、本形式は官設鉄道初のドイツ製蒸気機関車であった。

## 製造までの経緯
官設鉄道は当時、高崎 - 直江津間の建設工事を行っていた。しかし、横川 - 軽井沢間（現在は廃止）の碓氷峠には、最大66.7‰(1/15)という前例のない急勾配、さらには長短合わせて26ものトンネルが存在するという国内屈指の難所であった。そこで、この急勾配を克服するために、日本初のラック式鉄道を使用することになった。
これにより、この区間専用の蒸気機関車が製造されることになった。その中の最初の形式が、本形式である。
本形式は、まず1892年に4両（製造番号2502 - 2505）が製造され、官設鉄道ではAD形（194, 196, 198, 200）と付番されたが、1894年（明治27年）には日本鉄道分離にともなう改番により、126, 128, 130, 132に改められた。1898年（明治31年）の鉄道作業局発足時には、C1形（500 - 503）となっている。
これらの後は、イギリスのベイヤー・ピーコック社製のC2形（後の鉄道院3920形）、同社および汽車製造製のC3形（後の鉄道院3950形、3980形）が増備されていたが、1908年に再びエスリンゲン社に同形車3両（製造番号3510 - 3512）が発注され、翌1909年（明治42年）に来着、518 - 520と付番された。そして、同年制定された鉄道院の車両称号規程により、C1形は3900形に改められ、番号順に3900 - 3906に改番された。

## 構造
前述のとおり、アプト式の蒸気機関車のため、通常の粘着運転用のシリンダーを台枠外側に2基設置したほか、ラックレール用の歯車（ピニオン）を駆動する専用シリンダーを台枠内側に2基、計4基のシリンダーを装備している。4基のシリンダーに蒸気を供給するため、ボイラー上の蒸気ドームは、非常に大きなものとなっており、特徴的であった。狭軌用である本形式においては、台枠内側に歯車用シリンダを設置する幅員を確保するため、動輪の外側に台枠を設けた外側台枠式とされている。
また、急勾配のため、真空ブレーキ・手ブレーキのほか、シリンダーの反圧ブレーキやバンドブレーキ（勾配中での停車や非常用）が設置されている。
このほか、1898年ごろに煤煙防止とボイラー性能向上のため、重油併燃装置が設置され、ボイラー上に箱形の重油タンクが設置された。

### 主要諸元
- 全長：9,100mm
- 全高：3,835mm
- 最大幅：2,508mm
- 軌間：1,067mm
- 車軸配置：0-6-0(C)（ピニオンは2軸）
- 動輪直径：900mm（ピニオン直径573mm）
- シリンダー（直径×行程）：390mm×500mm（ラック用：340mm×400mm）
- 弁装置：ワルシャート式ヘルツホルム形（車輪用）・ジョイ式（ラック用）
- ボイラー圧力：12.4kg/cm2
- 火格子面積：1.73m2
- 全伝熱面積：74.6m2
  - 煙管伝熱面積：67.1m2
  - 火室伝熱面積：7.5m2
- ボイラー水容量：3.2m3
- 小煙管（直径×長サ×数）：44.5mm×2,500mm×192
- 機関車重量（運転整備）：39.56t
- 機関車重量（空車）：31.01t
- 機関車動輪上重量（運転整備）：39.56t
- 最大軸重（第2動軸）：13.78t
- 水タンク容量：3.48m3
- 燃料積載量：1.02t
- 機関車性能：
  - シリンダ引張力（0.85P)：8,620kg
- ブレーキ：手ブレーキ・真空ブレーキ・反圧ブレーキ・バンドブレーキ

## 運転
本形式は、官設鉄道初のドイツ製であったためか、輸入後の再組み立ての際にピニオン（歯車）の左右を間違えるなどの失敗が相次いだり、イギリス人のお雇い技師が、アプト式の経験がなかったにもかかわらず、エスリンゲン社からの取扱い指導を拒否し、蒸気を浪費しすぎて立往生するなど、試運転が順調に進まず、帝国議会で批判されることもあったが、何とか開業直前に試運転に成功した。
本形式は同区間を通過する列車に貨客問わずに使用され、その期間は20年に及んだ。その間、乗務員、乗客ともに煤煙に悩まされ続け、最悪の場合は死亡する場合があった。1912年（明治45年）に同区間は電化されたが、貨物列車用及び予備車として在籍し続け、1922年（大正11年）までに全車廃車となった。日本のアプト式蒸気機関車としては最後まで残った形式であった。

## 保存機
全車廃車解体され、保存機はない。